# Jankowskia naitoi
Jankowskia naitoi är en fjärilsart som beskrevs av Sato 1980. Jankowskia naitoi ingår i släktet Jankowskia och familjen mätare. Inga underarter finns listade i Catalogue of Life.